# Luigi Priveato
Luigi Priveato (Pettorazza Grimani, 1921 – Babina Polica, 10 settembre 1942) è stato un militare italiano insignito della medaglia d'oro al valor militare alla memoria nel corso della seconda guerra mondiale.

## Biografia
Nacque a Pettorazza Grimani, provincia di Rovigo, nel 1921, figlio di Felice e Maria Bertaggia. 
Proveniente da una modesta famiglia di agricoltori, nel gennaio 1941 venne chiamato a prestare servizio militare di leva nel Regio Esercito, assegnato al LXII gruppo del 17º Raggruppamento artiglieria Guardia alla Frontiera mobilitato. Assegnato alla 311ª batteria, partecipò dall'aprile successivo alle operazioni di guerra contro la Jugoslavia e alle successive operazioni militari per la pacificazione dei territori occupati. Cadde in combattimento il 10 settembre 1942, venendo insignito della medaglia d'oro al valor militare alla memoria.